# 鉄牌のジャン!
『鉄牌のジャン!』（てっぱいのジャン）は、西条真二による日本の麻雀漫画。森橋ビンゴが脚本を担当している。表紙などではIRON TILE JANの英文タイトルが書かれている。西条の料理漫画『鉄鍋のジャン!』によく似た登場人物たちが麻雀をするスピンオフ作品である。
『近代麻雀』（竹書房）にて、2015年9月15日号から2018年2月1日号（2017年12月28日発売）まで連載。仮想現実空間を舞台とした新シリーズ『鉄牌のジャン! VR』を、同誌にて、2018年3月15日号（2018年2月15日発売）から2019年1月1日号（2018年12月29日発売）まで連載。

## あらすじ
上野にある雀荘「サンバンチ」は古参の店で、手作りの週替わりメニューが美味しいと評判だった。「30年無敗」の凄腕雀士・黒鉄幹二郎の孫・黒鉄雀（ジャン）は、幹二郎が亡くなったことから、幹二郎の知り合いでもあるオーナー・三番地金悟と麻雀勝負するためにサンバンチを訪れる。金悟はジャンに1年間の負け無しを達成すれば、自分と勝負させるとの約束をし、ジャンはサンバンチのメンバー（店員）となった。
全麻雀道連合会長の大谷は、サンバンチを潰すためにあれやこれやとしかけてきたり、刺客を送り込むが、ことごとくジャンに返り討ちにされる。ジャンの悪評が広まり、ジャンを倒せば賞金を出すことにしたこともあり、サンバンチの来客数、売上は増加する。
頃合いと踏んだ三番地金悟は新たなプロ麻雀の団体「G7」を立ち上げ、参加料10万円、優勝賞金1億円の発足記念大会を開催。ザンバンチの面々に加え、大谷ら全麻雀道連合からも、その他日本全国からも麻雀の強者が参加してくる。
厳しい予選を勝ち抜いたのは、ジャン、三番地銀子、加納カンナ、王飛虎の4人。これに三番地金悟を加えた5人（抜け番あり）での決勝戦が繰り広げられるが、三番地金悟は純正九蓮宝燈九面待ち天和の配牌を前にして息絶えた（ただし、ジャン、王飛虎の意向で天牌は未確認）。
「強い奴と麻雀がしたい」その思いだけが残ったジャンは、サンバンチを辞める。
そこへ、王飛虎がジャンの祖父・幹二郎を負かして自殺に追い込み、自分の祖父を殺した相手との戦いの仲間にと声をかけてきた。温水スグル、加納カンナを加えた4人は新たな闘いへと向かう。

### あらすじ (VR)
かつて、4億円が強奪されるという事件が起きた。犯人グループは麻雀が縁でつながっていたグループであり、強奪した4億円を隠し、隠し場所を開くために13枚の鍵付き麻雀牌をそれぞれが所持して、散り散りになった。
ジャン、王飛虎、温水スグル、加納カンナはジャンと王飛虎の祖父を負かした相手を追いつめたかに思えたが、それは策略でありジャンは殺人事件の濡れ衣を着せられ、全国指名手配されてしまう。その相手が持っていた鍵付き麻雀牌の秘密を探り、鍵付き麻雀牌を集めるために、温水グループの資産を用いて、大掛かりな麻雀大会の開催を決定する。
ジャンがサンバンチを辞めて半年後、ジャンが殺人事件の犯人として全国指名手配されたニュースがサンバンチに飛び込んできた。同時に千葉県にある「東京ディグリーランド（日本最大級のアミューズメントパーク）」を1週間借り切って開催される麻雀大会の招待状がサンバンチの面々や大谷の元へと届く。
バーチャル・リアリティ (VR)を用いたRPG風の麻雀大会参加者の目的は、「大魔王ジャン」を倒すことであった。RPG風に職業の設定もあり、戦士は武器や防具を装備して打点を通常より増加させたり、支払い点数を軽減することができる。格闘家は一発が自摸りやすくなったり裏ドラが乗る確率が高まる。僧侶は防御、点棒の回復や放銃した際の支払い点を減らす。魔法使いは指定牌を自摸る確率を増やす、相手の手牌を覗ける。と、いうように特殊技能が使える。
真犯人が一足早く、各人の鍵付き麻雀牌を偽物とすり替えて集めたため、ジャンたちは大会を切り上げて真犯人を追う。
真犯人は、死んだと思われていたジャンの祖父・黒鉄幹二郎であった。最後の勝負として卓を囲むが、幹二郎の積み込み、迷彩といった技をジャンは「過去の遺物」と切り捨て、幹二郎の心をへし折る。ジャンは、麻雀を止めると宣言して、勝負を放棄した。幹二郎は警察に捕まり、残された銀子やスグルたちは4億円で作られた黄金の麻雀卓、麻雀牌を手に入れた。
3年後。純粋に腕前を競い合う麻雀プロリーグが設立され、その決勝の場に「俺を除いて最強位を決めるな」とジャンが割り込んでくる。

## 主な登場人物
黒鉄 雀（くろがね ジャン）
主人公。「30年無敗」と知られる雀士・黒鉄 幹二郎の孫。幹二郎のスパルタ教育により料理や麻雀、そのイカサマに関する知識を叩きこまれている（パソコン操作は除く）。
サンバンチでは、料理作りと代打ちを担当するが、接客態度は最悪。
三番地 銀子（さんばんち ぎんこ）
サンバンチ・オーナーの孫娘。サンバンチの店長も務める。全麻雀道連合では女流王位に就いたこともある腕前ではあるが、連合会長である大谷との意見の食い違いから退会処分となる。
競技としての麻雀に注力しており、イカサマなどは行わない。料理は壊滅的に下手。
VRでは祖父の金悟亡き跡を継いで、オーナー兼店長。金悟から鍵付き牌を受け継ぐ。職業は格闘家。
三番地 金悟（さんばんち きんご）
サンバンチのオーナー。銀子の祖父。
小此木 ののか（おこのぎ ののか）
サンバンチ従業員。眼鏡っ娘。ジャンの指示に従って調理を行うことも多い。
麻雀の技量はイマイチだが、三人麻雀になるとやたらと強くなる。G7発足記念大会でも準決勝まで残る。
VRではジャンの後任として料理を任されるが、料理について自身の限界も感じている。職業は僧侶。
大谷 一茂（おおたに かずしげ）
全麻雀道連合会長。身長2メートルの巨漢。「運」を呼び込む麻雀を提唱しており、運の要素を排した競技としての麻雀を提唱する銀子とは相容れず、銀子を退会させる原因となるが、真意は自分と肉体関係にある女流雀士を女流王位に就けるためであった。
雪乃という娘がいて、アイドル兼雀士である。
鍵付き牌所有者の1人。職業は戦士。
温水 スグル（ぬくみず スグル）
温水グループのCEO。ネット麻雀「超龍」のタイトル保持者。ネット麻雀のハンドル名は「甘えん坊将軍」。
相手の待ち牌を読む能力は優れているが、自身の能力を鼻にかけ他者を見下す傾向がある。このため降りることをしないので、そこを突かれてジャンに敗北した。
G7発足記念大会でも準決勝まで残るが、加納カンナとはチームが別れたため、自分より技量の高い加納カンナの所属するチームを決勝に進ませるためにサポートに回り、望んで敗退。
加納 カンナ（かのう カンナ）
温水の秘書。サングラスを常用しているが、これはかつて温水邸を襲った強盗（これによりスグルの両親は殺害）に片目を傷つけられ、その傷が残っているため。
麻雀の腕前はスグルよりも上。
スグルの両親も鍵付き牌を持っており、強盗はその鍵付き牌を狙った。
王 飛虎（ワン フェイフー）
横浜の雀荘「百蘭王（パイランワン）」のオーナー。祖父は「牌王」の異名をとり、若き黒鉄幹二郎、三番地金悟をも手玉にとった技量の持ち主。

## 書誌情報
- 西条真二、森橋ビンゴ 『鉄牌のジャン!』竹書房〈近代麻雀コミックス〉、全7巻
  1. 2016年2月15日発売[3]、ISBN 978-4-8019-5453-3
  2. 2016年6月1日発売[4]、ISBN 978-4-8019-5542-4
  3. 2016年10月15日発売[5]、ISBN 978-4-8019-5652-0
  4. 2017年2月1日発売[6]、ISBN 978-4-8019-5741-1
  5. 2017年6月15日発売[7]、ISBN 978-4-8019-5961-3
  6. 2017年11月15日発売[8]、ISBN 978-4-8019-6105-0
  7. 2018年3月1日発売[9]、ISBN 978-4-8019-6202-6
- 西条真二、森橋ビンゴ 『鉄牌のジャン!VR』竹書房〈近代麻雀コミックス〉、全3巻
  1. 2018年7月2日発売[10]、ISBN 978-4-8019-6310-8
  2. 2018年11月1日発売[11]、ISBN 978-4-8019-6429-7
  3. 2019年2月1日発売[12]、ISBN 978-4-8019-6508-9